# John Scott (1er comte d'Eldon)
Pour les articles homonymes, voir Scott et John Scott.
John Scott (4 juin 1751 – 13 janvier 1838), 1er comte d'Eldon et vicomte d'Encombe, est lord chancelier de Grande-Bretagne.

## Biographie
Il est fils d'un simple marchand de charbon de Newcastle Upon Tyne et parvient à force de travail et de patience aux emplois les plus élevés. Il se fait connaître dès 1772 par un Essai sur l'utilité et l'inconvénient des voyages, qui est couronné à l'Université d'Oxford, est reçu avocat en 1776, est nommé conseiller du roi (King's Counset) en 1783, attorney général en 1788, puis chef des plaids-communs (1793), pair d'Angleterre (1799), et remplit les fonctions de lord chancelier de 1801 à 1827.
Tory exalté, il combat opiniâtrement la réforme parlementaire et l'émancipation des catholiques. C'est lui qui dirige le procès intenté par George IV à la reine Caroline de Brunswick.

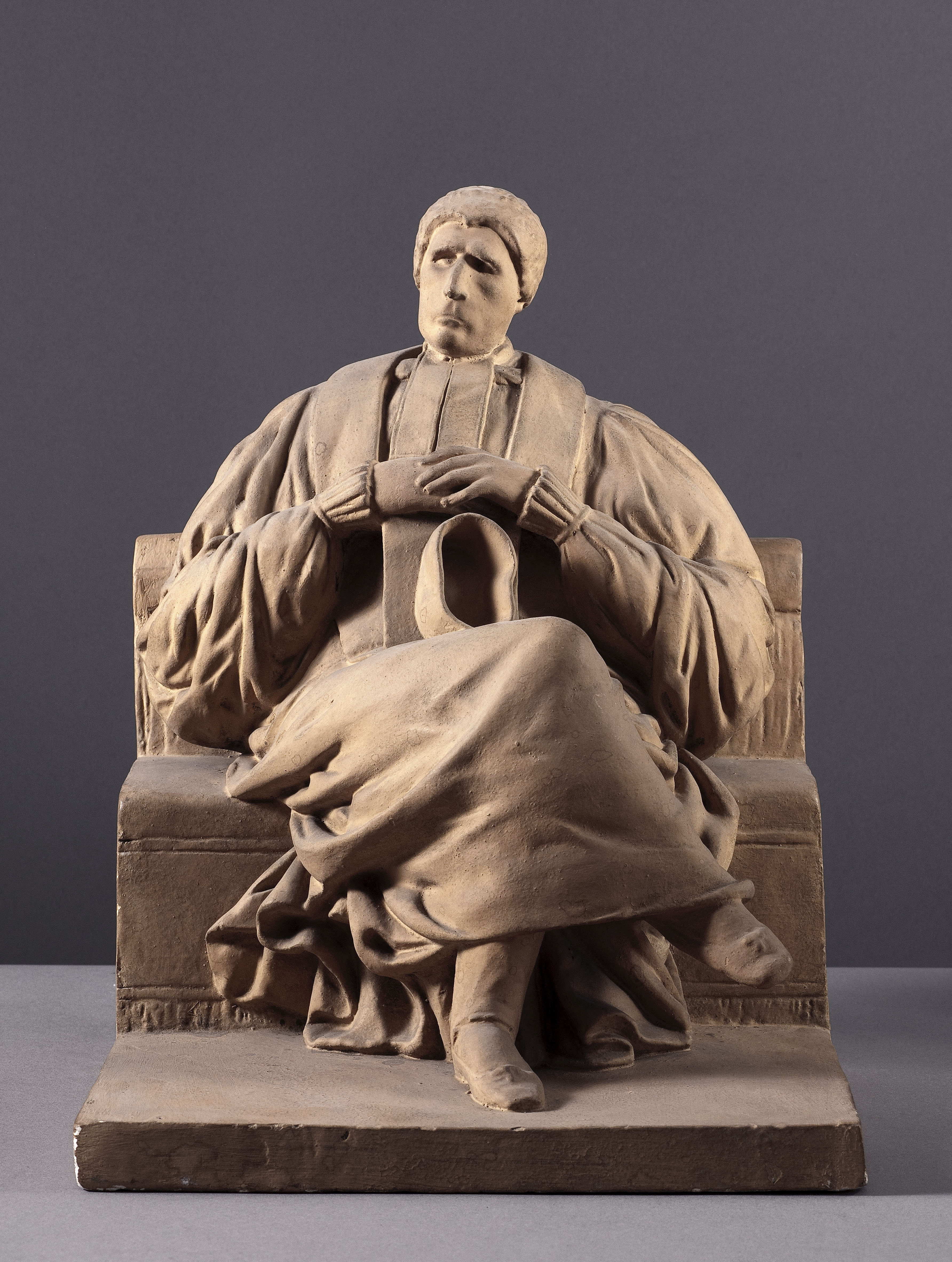
Son portrait-charge par Jean-Pierre Dantan au musée Carnavalet.